# Phyllosma barosmoides
Phyllosma barosmoides är en vinruteväxtart som först beskrevs av Dümm., och fick sitt nu gällande namn av I. Williams. Phyllosma barosmoides ingår i släktet Phyllosma och familjen vinruteväxter. Inga underarter finns listade i Catalogue of Life.